# Стјуардсон (Илиноис)
Стјуардсон (енгл. Stewardson) град је у америчкој савезној држави Илиноис.

## Демографија
По попису из 2010. године број становника је 734, што је 13 (-1,7%) становника мање него 2000. године.
| Група             | 2000.       | 2010.       |
| Белци             | 742 (99,3%) | 719 (98,0%) |
| Афроамериканци    | 0 (0,0%)    | 0 (0,0%)    |
| Азијати           | 1 (0,1%)    | 6 (0,8%)    |
| Хиспаноамериканци | 0 (0,0%)    | 5 (0,7%)    |
| Укупно            | 747         | 734         |